# Conand
Conand är en kommun i departementet Ain i regionen Auvergne-Rhône-Alpes i östra Frankrike. Kommunen ligger  i kantonen Saint-Rambert-en-Bugey som ligger i arrondissementet Belley. Kommunens areal är 15,28 km². År 2022 hade Conand 136 invånare.

## Befolkningsutveckling
Antalet invånare i kommunen Conand
Referens: INSEE